# Чокар
Чокар (швед. Kökarⓘ Kökar) — громада на Аландських островах, Фінляндія. Загальна площа території — 2165,01 км, з яких 2101,46 км² — вода. 

## Демографія
На 31 січня 2011 в громаді Чокар проживало 260 осіб: 145 чоловіків і 115 жінок. 
Фінська мова є рідною для 9,27% жителів, шведська — для 90,73%. Інші мови є рідними для 0% жителів громади. 
Віковий склад населення: 
- до 14 років — 13,08%
- від 15 до 64 років — 61,54%
- від 65 років — 25%

Зміна чисельності населення за роками:  
| Рік  | Чисельність |
| ---- | ----------- |
| 1980 | 304         |
| 1990 | 296         |
| 2000 | 296         |
| 2010 | 259         |
| 2011 | 260         |